# San Ireneo en Centocelle (título cardenalicio)
San Ireneo en Centocelle es un título cardenalicio de la Iglesia Católica. Fue instituido por el papa Francisco en 2015.

## Titulares
- Charles Maung Bo, S.D.B. (14 de febrero de 2015)